# Begraafplaats van Laventie
De Begraafplaats van Laventie is een gemeentelijke begraafplaats in de Franse gemeente Laventie in het departement Pas-de-Calais. De begraafplaats ligt langs de Rue du 11 novembre op 430 m ten noorden van het centrum (Église St. Vaast).
In de noordoostelijke hoek van de begraafplaats ligt een perk met de graven van burgerlijke en militaire slachtoffers uit beide wereldoorlogen. In het midden staat en herdenkingszuil.

## Brits oorlogsgraf
In de periode 1914-1916 begroeven de Britten negen gesneuvelden op deze begraafplaats. Toen het gebied in het voorjaar van 1918 bij het Duitse lenteoffensief in hun handen viel, zetten ook zij hier nog vijf Britten bij. Later werden acht graven overgebracht naar Longuenesse (St. Omer) Souvenir Cemetery in Longuenesse en vijf andere soldaten worden nu herdacht met een speciale gedenksteen op het nabijgelegen Laventie Military Cemetery in La Gorgue.
- Enkel de Britse officier George Malcolm Nixon Harman, majoor bij de Rifle Brigade bleef hier liggen. Hij sneuvelde op 28 november 1914 en is drager van de Distinguished Service Order (DSO). Het graf wordt onderhouden door de Commonwealth War Graves Commission en is daar geregistreerd onder Laventie Communal Cemetery.